# Trachypus plicaefolius
Trachypus plicaefolius là một loài rêu trong họ Trachypodaceae. Loài này được (Müll. Hal.) Mitt. mô tả khoa học đầu tiên năm 1859.